# Iker Guarrotxena
Iker Guarrotxena Vallejo (ur. 6 grudnia 1992 w Bilbao) – hiszpański piłkarz występujący na pozycji pomocnika w FC Goa.